# 부경고사우루스
부경고사우루스 밀렌니우미(영어: Pukyongosaurus millenniumi) 또는 천년부경룡(千年釜慶龍)은 백악기 전기(1억 3600만 년 전 ~ 1억3000만 년 전)에 살았던 목이 긴 용반류 초식공룡이다.
부경대학교 백인성 교수팀이 1999년 경상남도 하동군 금성면 갈사리 앞바다 돌섬의 경상 누층군에서 발굴해 2000년 2월 발표했다. 이 공룡은 부경고사우루스속으로 분류된다.
발굴된 화석은 경추골 5점, 쇄골 1점, 늑골 1점, 미추늑골 1점이다. 천년 부경용은 1억 4천만년전의 백악기에 살았던 것으로 추측되며, 머리에서 꼬리까지 15~20m 정도이며 몸무게는 20~25톤이다. 목이 긴 공룡이다.
공룡의 학명 중 한국어에서 유래한 첫 번째 학명이다. 대학교의 이름을 따서 공룡의 속명을 '부경고사우루스'(Pukyongosaurus)'라고 정했고, 새천년이 시작되는 해에 발표했다고 해서 종명을 '천년부경룡'(millenniumi)으로 붙였다. 2004년 1월 클리블랜드 자연사 박물관의 공룡 목록에서 속으로는 931번째로 등재되었다.
2011년, 부경고사우루스의 꼬리뼈에서 지금까지 알려진 가장 큰 육식공룡 이빨자국이 발견되었다.
화석의 보존 상태가 좋지 않아 현재는 의문명으로 간주된다.